# Jerzy Sawicki (lekkoatleta)
Jerzy Sawicki (ur. 3 lipca 1946) – polski lekkoatleta, specjalizujący się w biegach średniodystansowych.

## Osiągnięcia
- Mistrzostwa Polski seniorów w lekkoatletyce
  - Zielona Góra 1968 – złoty medal w biegu na 800 m

## Rekordy życiowe
- bieg na 800 metrów
  - stadion – 1:48,70 (Warszawa 1970)
- bieg na 1500 metrów
  - stadion – 3:43,70 (Warszawa 1971)